# Petrus en Pauluskathedraal (Petrozavodsk)
De Kathedraal van Petrus en Paulus (Russisch: Собор во имя святых первоверховных апостолов Петра и Павла) was een Russisch-orthodoxe kathedraal in de Russische stad Petrozavodsk. De kathedraal lag tot de vernietiging samen met de Opstandingskathedraal en de Kathedraal van de Nederdaling van de Heilige Geest aan het Kathedraalplein, tegenwoordig het Kirovplein geheten.
De kerk werd gebouwd in de jaren 1707-1711, maar werd later meermalen verbouwd. Toen Petrozavodsk de hoofdstad werd van de provincie werd de kerk de stadskathedraal. Met de oprichting van het bisdom Petrozavodsk-Orolets in 1828 werd de kerk ook de kathedraal van het bisdom. Op 30 oktober 1924 werd het oudste gebouw van de stad door brand vernietigd.
In 2006 werd op de oude plaats van de kathedraal een kruis opgericht.